# Paraná Vôlei Clube
Il Paraná Vôlei Clube è stato un club di pallavolo femminile brasiliano con sede a Curitiba.

## Storia della società
Il Paraná Vôlei Clube viene fondato nel 1997 ed ottiene subito il diritto di partecipare alla Superliga brasiliana, vincendo lo scudetto nella stagione del debutto grazie al successo in finale contro le campionesse in carica dell'União Esporte Clube di Jundiaí. La stagione successiva è nuovamente finalista in campionato, ma questa volta perdendo contro l'Associação Atlética Acadêmica Uniban di São Bernardo do Campo. Il secondo scudetto arriva nella stagione 1999-00, battendo in finale il Minas Tênis Clube.
Con l'avvento degli anni duemila i successi del club si affievoliscono notevolmente. Dopo tre terzi posti consecutivi in Superliga ed una vittoria nel Campionato Paranaense, nel 2004 lo sponsor della società, l'azienda Rexona, decide di spostare l'intera attività professionistica a Rio de Janeiro, dando vita al Rio de Janeiro Vôlei Clube. Il club continua così le sole attività giovanili, fino alla definitiva chiusura nel 2005.

## Rosa 2003-2004
L'ultima rosa con cui il Paraná Vôlei Clube ha preso parte alla Superliga brasiliana.
| N° | Nome                   | Ruolo | Data di nascita   | Nazionalità sportiva |
| -- | ---------------------- | ----- | ----------------- | -------------------- |
| -  | Hélio Griner           | All   | -                 | Brasile              |
| 1  | Viviane Cruz           | C     | 23 gennaio 1978   | Brasile              |
| 2  | Elisângela de Oliveira | S/O   | 30 ottobre 1978   | Brasile              |
| 3  | Grace Paula            | S     | 6 aprile 1979     | Brasile              |
| 4  | Marcela Felinto        | L     | 7 agosto 1985     | Brasile              |
| 5  | Édna Schlindwein       | C     | 19 settembre 1983 | Brasile              |
| 7  | Hélia de Souza         | P     | 10 marzo 1970     | Brasile              |
| 8  | Cláudia de Souza       | C     | 2 aprile 1982     | Brasile              |
| 9  | Estefânia de Souza     | S     | 24 agosto 1972    | Brasile              |
| 10 | Wélissa Gonzaga        | S     | 9 settembre 1982  | Brasile              |
| 11 | Dayse Figueiredo       | S     | 27 giugno 1984    | Brasile              |
| 12 | Daniela dos Santos     | S     | 1º maggio 1978    | Brasile              |
| 13 | Suelle Oliveira        | S     | 29 aprile 1987    | Brasile              |
| 14 | Camilla Adão           | L     | 20 luglio 1984    | Brasile              |
| 15 | Marina Daloca          | C     | 8 settembre 1979  | Brasile              |
| 18 | Ana Maria Freitas      | S     | 1º febbraio 1973  | Brasile              |

## Palmarès
- Campionato brasiliano: 2

1997-98, 1999-00
- Campionato Paranaense: 1

2003